# 私のニューヨーク
『私のニューヨーク』（わたしのニューヨーク、Here and Now）は2018年のアメリカ合衆国のドラマ映画。監督はファビアン・コンスタン、出演はサラ・ジェシカ・パーカーとサイモン・ベイカーなど。難病で余命を宣告された女性歌手の揺れ動く心を描いている。
日本国内で劇場公開されなかったが、2020年12月17日にWOWOWで放送された。

## ストーリー
ニューヨーク。歌手のヴィヴィアンは末期の脳腫瘍であることを突然宣告され、茫然自失の状態に陥った。本作はそんなヴィヴィアンが過酷な現実を受け入れるまでを描き出していく。

## キャスト
- ヴィヴィアン: サラ・ジェシカ・パーカー - 歌手。
- ニック: サイモン・ベイカー - ヴィヴィアンの元夫。
- ベン: コモン - ヴィヴィアンのマネージャー。
- ジョーダン: テイラー・キニー - ヴィヴィアンの恋人。ドラマー。
- サミー: ワリード・ズエイター（英語版） - Lyftのドライバー。
- ジャンヌ: ジャクリーン・ビセット - ヴィヴィアンの母親。
- テッサ: レネー・ゼルウィガー - ヴィヴィアンの旧友。
- リュシー: ガス・バーニー - ヴィヴィアンとニックの娘。
- マリアンヌ・ホルト医師: メアリー・ベス・ペイル（英語版） - ヴィヴィアンの主治医。
- レイ: マイケル・ポッツ（英語版）
- ウーナ: フィリッパ・スー - インタビュアー。
- 年老いた女性: ヴェニーダ・エヴァンス（英語版）
- ジョーイ: クリフ・モイラン

## 製作
2017年7月11日、新作映画『Best Day of My Life』にサラ・ジェシカ・パーカー、ガス・バーニー、イザベラ・ロッセリーニ、コモン、サイモン・ベイカー、レネー・ゼルウィガー、テイラー・キニーが出演することになったと報じられたが、結局、ロッセリーニは出演しなかった。24日、ジャクリーン・ビセットがキャスト入りした。同月、本作の主要撮影がニューヨークで始まった。

## マーケティング・興行収入
2018年4月18日、本作はトライベッカ映画祭でプレミア上映されたが、その際、『Blue Night』というタイトルが使用された。8月16日、AMBIグループが本作の全米配給権を獲得し、タイトルを『Blue Night』から『Here and Now』変更するとの報道があった。10月8日、本作のオフィシャル・トレイラーが公開された。11月9日、本作は全米51館で限定公開され、公開初週末に8090ドル（1館当たり158ドル）を稼ぎ出し、週末興行収入ランキング64位となっている。

## 評価
本作に対する批評家の評価は芳しいものではない。映画批評集積サイトのRotten Tomatoesには22件のレビューがあり、批評家支持率は23%、平均点は10点満点で4点となっている。また、Metacriticには10件のレビューがあり、加重平均値は45/100となっている。